# Пхунсан
Пхунса́н (кор. 풍산개, 豐山개, Pungsan) — порода охотничьих собак из КНДР. Получила своё название от гор в северном округе Пхунсан (ныне — Кимхёнгвон, провинция Янгандо), где была впервые выведена. Очень редкая и почти неизвестна за пределами страны.

## Описание
Пхунсан — смешанная порода, по легенде выведенная от северокорейских волков. Пхунсан имеет густую шерсть (обычно белого цвета), приспособленную к климату северной части Корейского полуострова, крючковатый хвост и заострённые уши. Эта порода собак типична для КНДР. Хотя пхунсан не имеет широкого распространения за пределами КНДР, но всё-таки существует несколько селекционеров этой породы в Южной Корее и США. Две собаки этой породы были подарены лидером КНДР Ким Чен Ыном президенту РФ Владимиру Путину во время его официального визита 18-19 июня 2024 года .
Место происхождения породы (горные регионы страны) и специфика использования (для охоты на крупных животных, включая амурского тигра) повлияло на характеристики пхунсан — они сильны, проворны, выносливы, достаточно агрессивны и требуют серьёзных тренировок.
Так как собаки породы пхунсан по своей природе — охотники, щенки этой породы склонны к жеванию, поэтому рекомендуется давать специальные игрушки для собак.
Пхунсан верны своему владельцу, а также к тем, с кем они себя чувствуют комфортно. Они игнорируют людей и других животных до тех пор, пока те не нарушат границы жизненного пространства пхунсана. При необходимости они могут только лаять на других людей. Однако свойственные волкам повадки и модели поведения, такие как агрессия, по-прежнему типичны для породы пхунсан.

## История
Хотя происхождение породы неизвестно, но существует предположение, что пхунсан был охотничьей породой собак ещё во времена династии Чосон. Известно только то, что порода была выведена в горах Северной Кореи в округе Пхунсан. Густая шерсть защищает собак этой породы от низких температур на севере Корейского полуострова. В старинных корейских сказках собаки хорошо известны своим умом и верностью, а также охотничьими способностями. Есть даже знаменитый рассказ о пхунсане, победившем амурского тигра.